# Napolaok
Napolaok is een bestuurslaag in het regentschap Sampang van de provincie Oost-Java, Indonesië. Napolaok telt 1283 inwoners (volkstelling 2010).